# Dokumentace požářiště
Dokumentace požářiště je dokumentace, kterou vytváří vyšetřovatelé požárů HZS ČR a v případě podezření na spáchání trestného činu vyšetřovatelé a technici Policie ČR. Dokumentaci požářiště speciálními metodami mohou i příslušníci expertní skupiny HZS ČR a PČR. Požářiště je speciálním druhem místa činu.  Požářiště obsahuje komplexní informace zejména o šíření a chování požáru, dynamice požáru, stavebních konstrukcích.
Pořízení dokumentace požářiště je jedním z kroků, které vedou k určení příčiny vzniku požáru.
Pod dokumentací požářiště je nutné si představit nejen fotografie místa události, ale např. i pořízení náčrtků, určení GPS, evidenci stop, ale i záznamy o podání vysvětlení, záznamy z bezpečnostních systémů apod.
Kriminalistická dokumentace umožňuje zadokumentovat stopy vytvořené na místě činu tak, aby se stala důkazem o soud a mohla být použita jako důkazní prostředek k úspěšnému odhalení trestného činu a jeho pachatele. Až po zadokumentování může následovat vyhodnocení zajištěné stopy a v kontextu s ostatními stopami a důkazy může se objektivně vyhodnotit.
Dokumentace je prováděna v průběhu odhalování, vyšetřování mimořádné události za splnění základních zásad zabezpečujících správnost postupu i efektivnost výsledku. Hlavní zásady jsou: včasná dokumentace informací s ohledem na jejich nenahraditelnost; použití objektivních a účinných dokumentačních metod; provedení úplné a kompletní dokumentace.

## Kriminalistická dokumentace
Kriminalistická dokumentace je tvořena těmito dokumenty:
- Topografická dokumentace
- Filmový záznam
- Videodokumentace a magnetický záznam
- Zajištění věcí in natura
- Technický znalecký posudek
- Speciální způsoby fixace

## Doporučený postup pořizování dokumentace místa události
1. dokumentace exteriéru,[3]
2. dokumentace interiéru,
3. dokumentace šíření požáru (dokumentace poškození před odstraněním poškozených předmětů, ohniskové příznaky, zuhelnatění, stopy, odběr vzorků, záznamy z bezpečnostních kamer,  náčrtky apod.)
4. panoramatické či speciální druhy fotodokumentace
  - sešívání fotografií, mozaika
  - panoramatická fotografie
  - sférická fotografie
  - tří-dimenzní fotografie (fotogrammetrie, totální stanice, laserové skenování)

## Tvorba fotografické dokumentace požářiště bezpečnostními sbory ČR
Bezpečnostní sbory ČR běžně využívají k dokumentaci místa události digitální fotoaparáty. Pro větší přehlednost místa události se používají metody pořízení sférických snímků (např. panoramatická hlava v kombinaci s digitálním fotoaparátem nebo přímo sférický fotoaparát).
Ve určitých  případech je možné použít speciální kriminalistické metody (makrofotografie, mikrofotografie, fotografie v neviditelném záření (IR, UV, RTG záření), gamagrafie, fotografie při zvláštních způsobech osvětlení, zvýšení kontrastu repetiční metodou spektrozonální fotografie.
V dispozičně složitých případech používá HZS ČR a PČR sférický fotoaparát  SPHERON R2S Crime, který umožňuje vytvořit digitální kriminalistickou dokumentaci. Výstupem jsou sférické snímky (vertikálně 180, horizontálně 360). Po získání dvou sférických snímků z jednoho místa je možné provádět měření. Do virtuální dokumentace je možné vkládat dodatečně pořízení fotografie, videozáznamy, hlasové záznamy, písemné záznamy v digitální  podobě, seznam zajištěných apod.
K digitalizaci požářiště či místa činu jsou používány HZS ČR a PČR stacionární laserové skenery výrobců FARO a Leica . Navíc oproti Spheronu je možné z digitalizovaného místa činu vytvořit jeho 3D model, z něj následně vytvářet topografickou dokumentaci, zpracovávat videa  a taktéž převést do VR.
Při rozsáhlých zásazích (např. požár podél železniční tratě, polní a lesní požáry; dopravní nehody) se pořizuje fotodokumentace prostřednictvím bezpilotních letadel. Tato letadla mohou být osazena nejen fotoaparátem, ale i termokamerou či senzory pro detekci nebezpečných látek.
Prostřednictvím termokamer na požářišti je možné detekovat skrytá ohniska, ale slouží i k určení tepelného poškození stavebních konstrukcí vystavených působení požáru.

## Digitalizace požářiště
Laserový skenovací systém umožňuje zadokumentovat a zdigitalizovat i místa po výbuchu, a to zejména z bezpečné vzdálenosti. Dle druhu  3D skeneru je umožněno skenování místa až 500 m od umístění skeneru. Je možné skenovat jak ve dne, tak v noci. Jako výstup je možné získat jak sférické snímky místa události, tak vytvořit topografickou dokumentaci s mřížkovým podkladem.

### Prostorové skenování požářiště
Prostorové skenování je geodetická metoda měření prostorových souřadnic, která spočívá v automatickém a přesném zaměřování mračna bodů, které definují prostor v daném souřadnicovém tříosém systému. Každý bod je definován souřadnicemi X, Y, Z. Skener umožňuje skenovat téměř jakýkoliv předmět, místnosti, stavby či zařízení. Systém pracuje na bázi vyzařování monochromatického laserového paprsku o definované vlnové délce (např. 880 nm a 1550 nm). Pro každý typ skeneru je výrobcem definována vzdálenost, do které lze skenovat. Paprsek dopadá na otáčející se kosé zrcadlo, láme se pod úhlem 90°, tím je zajištěno skenování prostoru ve vertikálním směru. Snímání v horizontálním směru je zajištěno otáčením skeneru kolem vlastní svislé osy. Prostor je snímán 360° horizontálně a 305° vertikálně nebo dle požadavků obsluhy. 3D skener pracuje na bezkontaktním způsobu měření, kdy při měření nedochází k destrukci žádných stop na místě činu. 3D data se zobrazují standardně ve vzdáleném infračerveném spektru. Dokumentovat lze místa událostí i místa se špatnými nebo žádnými světelnými podmínkami. Skener má v sobě mimo jiné zabudovaný interní fotoaparát, sensor GPS, digitální kompas, teploměr, výškoměr, digitální libelu a další senzory.
Získaná data se následně zpracovávají ve speciální sw dodávaných výrobcem skenovanícího zařízení. Po registraci a vytvoření projektu mračna bodů, je  možné v těchto sw provádět měření rozměrů s milimetrovou přesností. Software umožňuje vytvářet virtuální prohlídky či tisknout reporty s možností vytvoření topografické dokumentace ve 2D, ale i ve 3D. Je možné zpracovávat půdorysy, řezy, isopohledy. Výstupem je možné i vytvoření videa z prostorového snímání daných naskenovaných prostor.

#### Exporty z laserového skenování požářiště
Všechny výstupy jsou nahrány následným uživatelům na DVD, případně USB. Virtuální prohlídka umožňuje zejména osobám, které se na požářiště nevyskytovali (např. znalec, státní zástupce), seznámit se detailně s místem události a odpovídající mu stavu v době pořízení skenů.

#### Nejčastější forma výstupů
1. topografická dokumentace
2. 3D model
3. videa průletu požářištěm
4. virtuální realita, příp. rozšířená realita[4]
5. vytvoření tzv. virtuálního spisu místa události (propojení jednotlivých výstupů z laserového skenování s dokumentací požáru).

V současné době nejsou používány bezpečnostními sbory ČR  výstupy z digitalizace požářišť ve formě virtuální reality pro účely vzdělávání, avšak VR je používáno u vyšetřovatelů např. v Nizozemí, či Anglii.